# Harriman (New York)
Harriman ist ein Village im Orange County, New York, USA, das nach E. H. Harriman benannt wurde, einem ehemaligen Präsidenten der Union Pacific Railroad; zuvor hieß es Turner (oder Turners). Bei einer Volkszählung wurde 2010 eine Einwohnerzahl von 2424 registriert.

## Geographie
Das „Village of Harriman“ liegt zum größten Teil in der südöstlichen Ecke der Town of Monroe, ein kleiner Teil des Ortes liegt innerhalb der Town of Woodbury. Harrimans geographische Koordinaten lauten 41° 18′ N, 74° 9′ W (41,308442, −74,147317). Der Harriman State Park liegt östlich.
Nach den Angaben des United States Census Bureau hat Harriman eine Gesamtfläche von 2,6 km², wovon 2,5 km² auf Land und 1 % Gewässer sind.
Die State Routes NY-17, NY-17M und NY-32 laufen in Harriman zusammen. NY-17, US-6 und I-87 (der New York State Thruway) kreuzen sich nördlich.

## Demographie
Zum Zeitpunkt des United States Census 2000 bewohnten Harriman 2252 Personen. Die Bevölkerungsdichte betrug 887,2 Personen pro km². Es gab 958 Wohneinheiten, durchschnittlich 377,4 pro km². Die Bevölkerung Harrimans bestand zu 81,71 % aus Weißen, 4,80 % Schwarzen oder African American, 0,31 % Native American, 7,37 % Asian, 0 % Pacific Islander, 2,40 % gaben an, anderen Rassen anzugehören und 3,42 % nannten zwei oder mehr Rassen. 9,90 % der Bevölkerung erklärten, Hispanos oder Latinos jeglicher Rasse zu sein.
Die Bewohner Harrimans verteilten sich auf 927 Haushalte, von denen in 35,6 % Kinder unter 18 Jahren lebten. 46,8 % der Haushalte stellten Verheiratete, 12,2 % hatten einen weiblichen Haushaltsvorstand ohne Ehemann und 36,5 % bildeten keine Familien. 29,9 % der Haushalte bestanden aus Einzelpersonen und in 10,0 % aller Haushalte lebte jemand im Alter von 65 Jahren oder mehr alleine. Die durchschnittliche Haushaltsgröße betrug 2,43 und die durchschnittliche Familiengröße 3,10 Personen.
Die Bevölkerung verteilte sich auf 26,2 % Minderjährige, 5,9 % 18–24-Jährige, 38,2 % 25–44-Jährige, 19,9 % 45–64-Jährige und 9,8 % im Alter von 65 Jahren oder mehr. Das Durchschnittsalter betrug 35 Jahre. Auf jeweils 100 Frauen entfielen 98,9 Männer. Bei den über 18-Jährigen entfielen auf 100 Frauen 92,9 Männer.
Das mittlere Haushaltseinkommen in Harriman betrug 60.089 US-Dollar und das mittlere Familieneinkommen erreichte die Höhe von 63.631 US-Dollar. Das Durchschnittseinkommen der Männer betrug 46.875 US-Dollar, gegenüber 41.280 US-Dollar bei den Frauen. Das Pro-Kopf-Einkommen belief sich auf 25.414 US-Dollar. 2,2 % der Bevölkerung und 2,2 % der Familien hatten ein Einkommen unterhalb der Armutsgrenze, davon waren 1,8 % der Minderjährigen und 6,0 % der Altersgruppe 65 Jahre und mehr betroffen.

## National Register of Historic Places
Arden House ist eine in das National Register of Historic Places eingetragene Villa und befindet sich in dem Teil Harrimans, der in Woodbury liegt.